# British Rail Clase 86
La Clase 86 se convirtió en la locomotora eléctrica estándar del British Rail a partir de la segunda mitad de la década de 1960. Cien de estas locomotoras fueron construidas entre 1965 y 1966 por English Electric en la Fundición Vulcan (en Newton-le-Willows), y por la British Rail (BR) en sus Talleres de Doncaster. Estas máquinas se diseñaron para transportar trenes en la entonces recién electrificada West Coast Main Line (WCML), desde London Euston hasta Birmingham, Crewe, Mánchester Piccadilly y Liverpool; y más adelante hasta Preston y Glasgow. Contribuyeron a reemplazar las locomotoras de vapor, que finalmente fueron retiradas por BR en 1968. 
Bajo el antiguo sistema de clasificación de BR, este tipo de máquinas recibió la designación de AL6 (es decir, el sexto (6) diseño de Locomotora de Corriente Alterna), y las locomotoras se numeraron E3101-E3200. En 1968 pasaron a denominarse Clase 86, cuando BR introdujo el sistema de clasificación TOPS. 

## Desarrollo
La Clase se desarrolló como resultado de la experiencia con los prototipos anteriores de las clases 81, 82, 83, 84 y 85, que habían sido producidos por diferentes fabricantes en los primeros días de la electrificación de la línea WCML, como banco de pruebas para el desarrollo de locomotoras.
La locomotora AL6 presentaba elementos de diseño pioneros en las clases anteriores, como la construcción general de las cajas y bogíes, así como de los sistemas de control. Sin embargo, algunas características de diseño eran únicas, como los extremos frontales cuadrados, a diferencia de los perfiles inclinados hacia atrás de los diseños anteriores. Otra diferencia fue la falta de un segundo pantógrafo. Los ventiladores de enfriamiento de las AL6 también fueron diseñados especialmente para producir menos ruido que en los modelos anteriores.

## Servicio con el British Rail

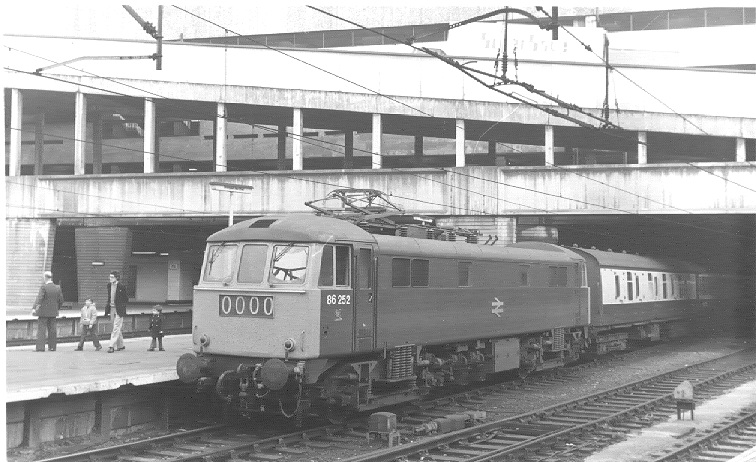
Clase 86/2, no. 86 252 en Birmingham New Street durante la época de la librea azul. Esta locomotora fue originalmente la E3101, la unidad pionera de la clase

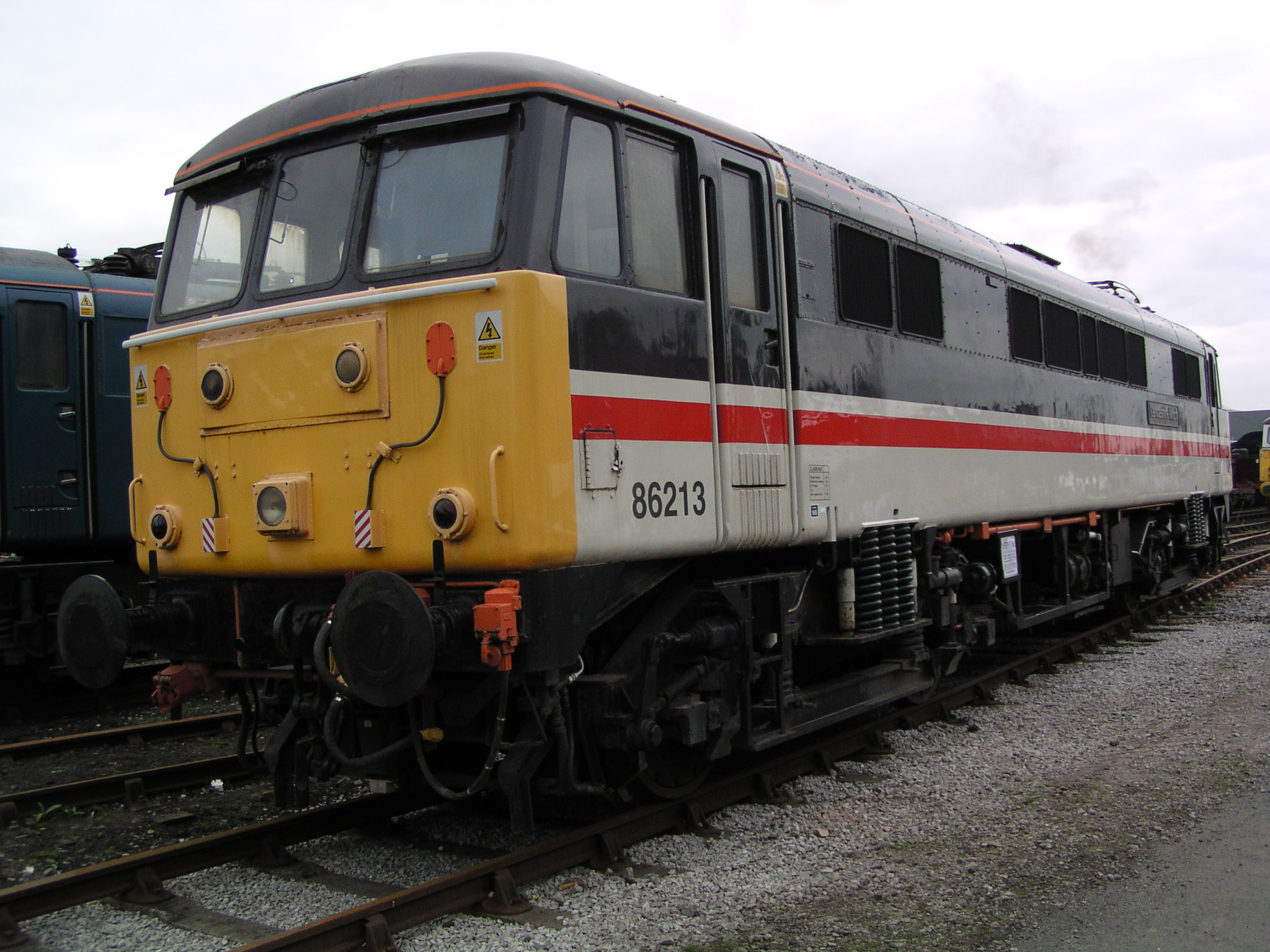
86213 'Lancashire Witch' en los Talleres de Crewe

La clase se introdujo oficialmente en servicio en agosto de 1965. Toda la flota se puso en servicio dentro de los 24 meses posteriores a esta fecha. En los primeros años, las locomotoras se hicieron famosas por producir daños en las vías, al estar equipadas con motores de tracción colgados del eje, en lugar de los motores montados en el bastidor de los bogíes de los diseños anteriores. Esta masa adicional no suspendida estaba causando daños a altas velocidades en las vías. En 1969, la máquina número E3173 fue equipada experimentalmente con los grandes resortes helicoidales 'Flexicoil' que se pueden ver en las versiones actuales, dándole el sobrenombre de "Zebedee" (el nombre de un personaje de la serie infantil The Magic Roundabout, que en vez de tener piernas, se apoyaba en un enorme muelle). Los ensayos realizados bajo la dirección de la División Británica de Investigación Ferroviaria tuvieron éxito y la modificación se aplicó gradualmente a toda la flota. 
Como resultado, se modificó un lote de locomotoras con suspensión mejorada y ruedas modificadas, y a partir de 1971, las máquinas se volvieron a numerar progresivamente como 86001-86048 (diseño no modificado, restringido a 80 millas por hora (129 km/h)) y series 86204-86252 (suspensión mejorada, 100 millas por hora (161 km/h) ). En poco tiempo, se modificó otro lote a la nueva especificación, las 86040-86048 se renumeraron como 86253-86261.
Al mismo tiempo, tres locomotoras se convirtieron en locomotoras de banco de pruebas con una potencia al freno de 5000 CV (3728 kW) para el desarrollo de la Clase 87, inicialmente numeradas 86201-86203. Las tres se reacondicionaron con bogies BP9, y rápidamente se renumeraron como 86101-86103. 
Estas locomotoras eran capaces de alcanzar una velocidad de 110 millas por hora (177 km/h). La diferencia visual más obvia entre las clases es que la Clase 86 tiene un parabrisas con tres ventanas, mientras que la Clase 87 solo tiene dos. Del mismo modo, la s máquinas de la Clase 86 estaban equipadas con cajas indicadoras de códigos en cabeza, mientras que las de la Clase 87 se construyeron sin ellas.
A lo largo de la década de 1970, la clase se usó tanto en servicios expresos de pasajeros como de carga. Las locomotoras de la serie 860xx (o Clase 86/0 ) redujeron su velocidad máxima a 80 mph en 1979 debido a la excesiva brusquedad de su conducción, y posteriormente se usaron principalmente en labores de carga, mientras que las series 861xx de mayor velocidad (o Clase 86/1) y 862xx (o Clase 86/2) tendieron a usarse principalmente para trenes de pasajeros. En 1980, una serie de máquinas de la clase 86/0 se modificaron a la clase 86/3 mediante el uso de ruedas resistentes SAB (un nuevo diseño de rueda en dos secciones, separadas por un cojinete de goma), lo que permitió que volvieran a circular a 100 mph. 
En 1974, la demanda de locomotoras eléctricas creció debido a la extensión de la electrificación al norte de Preston hacia Carlisle y Glasgow. A partir de 1978, BR comenzó a poner nombres propios a parte de las locomotoras de su flota de la Clase 86, muchos de ellos referidos a ciudades o a condados situados en las líneas en las que trabajaban. 

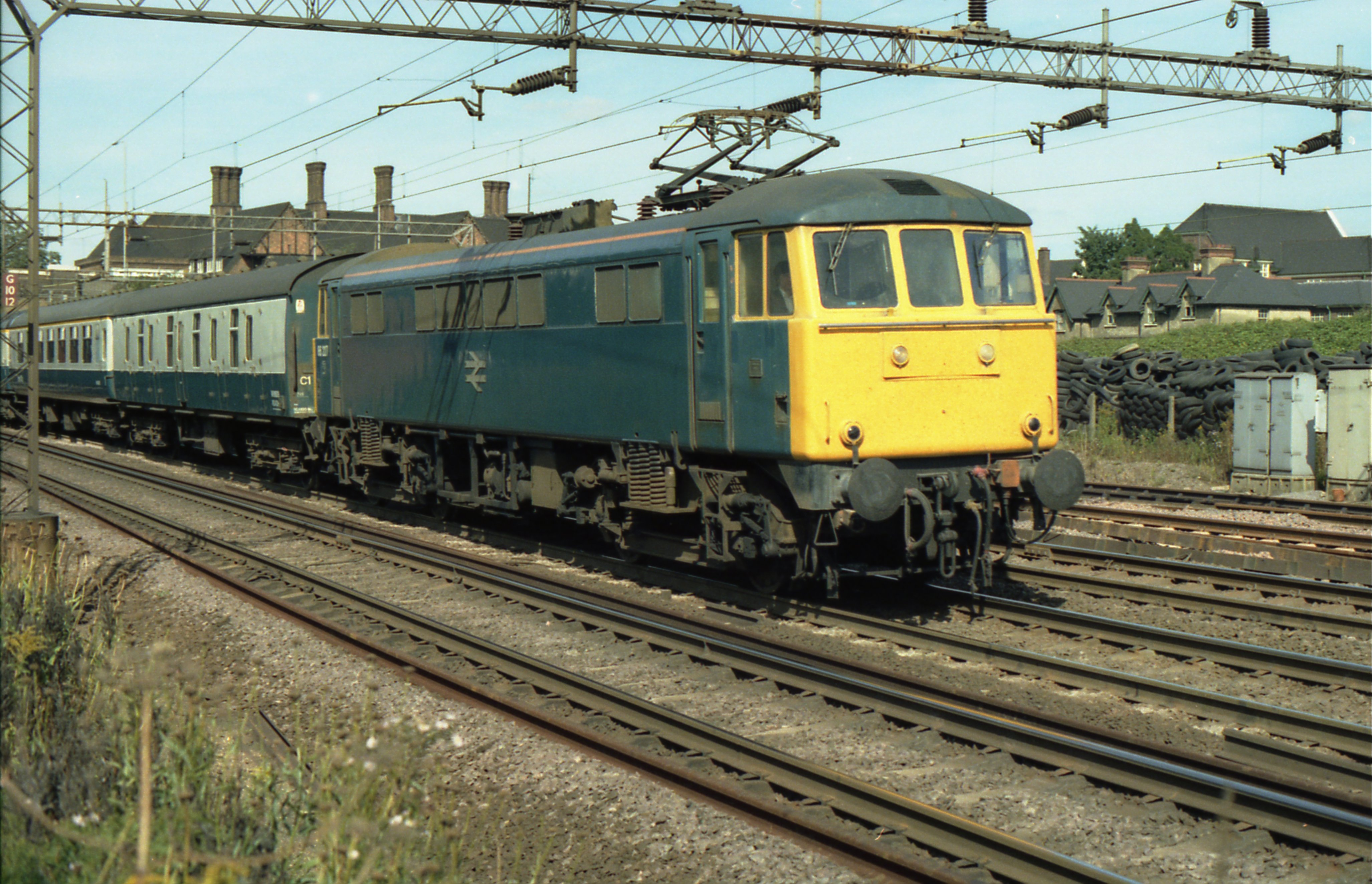
86 227 transportando un expreso a Euston en 1979

A principios de la década de 1980, la electrificación desde Liverpool Street de Londres hasta Cambridge, Harwich, Ipswich y Norwich hizo que las máquinas de la Clase 86 se empleara en trenes de pasajeros a estas ciudades. Además, muchos de los trenes de carga para Felixstowe también fueron transportados hasta Ipswich por locomotoras de clase 86 que trabajaban en composiciones múltiples. A finales de la década de 1980, la necesidad de una flota estándar vio todas las locomotoras restantes Clase 86/0 y Clase 86/3 equipadas con suspensión mejorada y convertidas a la Clase 86/4. Estas locomotoras ahora eran interoperables con las de la Clase 86/2 y, por lo tanto, daban una mayor flexibilidad operativa. 
Un desarrollo posterior vio a las locomotoras de la Clase 86/2 y de la Clase 86/4 equipadas con TDM para poder operar trenes de pasajeros push-pull, para evitar tener que trasladar la locomotora de la cola a la cabeza de un tren en las estaciones término (véanse DBSO y DVT). Las 86/4 ya estaban equipadas con un sistema de trabajo múltiple más antiguo y esto se eliminó gradualmente después de que el TDM se instalara en toda la flota. 
A finales de la década de 1980 y principios de la década de 1990, la mayoría de las 86/4 se dedicaba al tráfico de carga. Como resultado, tenían deshabilitada la calefacción eléctrica prevista para los trenes de pasasjeros, y su velocidad máxima se redujo a 75 millas por hora (121 km/h). Estas locomotoras se reclasificaron como Clase 86/6 y se volvieron a numerar agregando 200 a su número. Ocho locomotoras Clase 86/2 también se dedicaron al trabajo de carga, y se reclasificaron como Clase 86/5, volviéndose a clasificar en el rango 86501-508. Sin embargo, la sección del InterCity de BR decidió que quería recuperar estas locomotoras, por lo que pronto se volvieron a numerar como Clase 86/2. Durante un período de 1 año a partir del 10 de mayo de 1992, 6 locomotoras de la Clase 86/6 se devolvieron a Parcels, y fueron renumeradas de la siguiente manera: 86405, 86411, 86414, 86415, 86428 y 86431. Las seis permanecieron con la librea de tonos de grises Railfreight Triple Grey. 
A finales de la década de 1980 también se introdujeron muchas libreas nuevas. La clase solo había usado el color azul eléctrico cuando fue construida, reemplazado por la librea estándar BR Blue de 1967. La primera nueva librea fue introducida por el sector InterCity en 1984, con la presentación de la clase 'InterCity Executive'. Estos trenes se pintaron con la parte superior de color gris oscuro y la parte inferior de color canela, separadas por rayas rojas y blancas, incluyendo además las cabinas y sus techos de color amarillo. 
El servicio InterCity emprendió un cambio de imagen en 1987, aplicando la librea InterCity Swallow a los InterCity 125, Clase 90 y Clase 91, que estaban en las etapas finales de construcción. Las máquinas de la clase 86 todavía se usaban para tráfico mixto (basándose en una combinación de los servicios de los trenes InterCity expresos, Parcels, Speedlink y Freightliner), por lo que se pintaron con una versión modernizada de la librea del InterCity. Comúnmente conocida como librea 'Mainline', las rayas rojas y blancas y las bandas de color canela cubrían todo el cuerpo, y el techo era de color gris oscuro. Todos los extremos estaban pintados de amarillo, aunque algunos estaban pintados de gris oscuro alrededor de las ventanas delanteras. No fue sino hasta 1990 que la primera Clase 86 recibió la librea InterCity Swallow, cuando se estableció la propiedad estatal total del sector. 

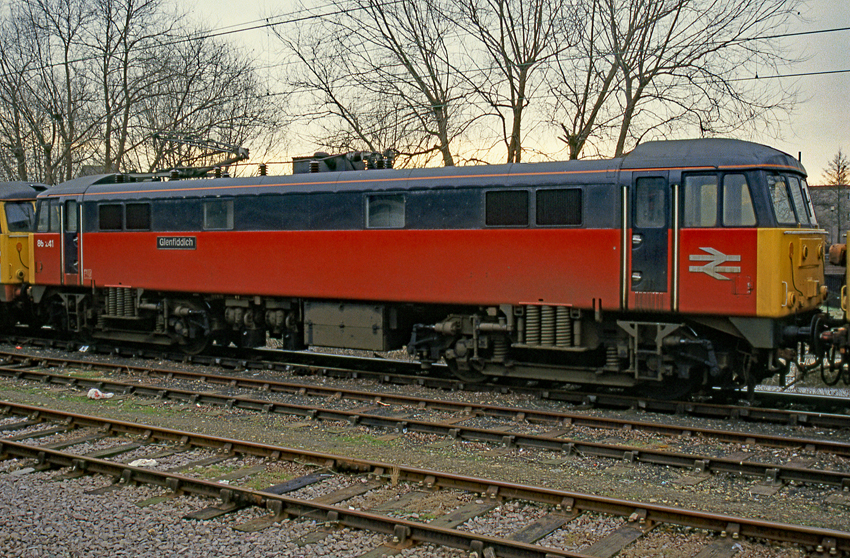
Locomotora 86241 Glenfiddich pintada con los colores de la librea del negocio de paquetería del BR (Northampton, 1992)

El sector Railfreight (negocio de mercancías) introdujo su nueva librea gris de dos tonos en 1987, inicialmente sin logotipos debido a las operaciones compartidas con otros servicios. Cuatro máquinas de la Clase 86 recibieron logotipos de Railfreight General desde junio de 1988, pero todas las locomotoras 86/6 llevaron la librea del negocio de Distribución de Mercancías a partir de enero de 1990. Finalmente, el sector de paquetería introdujo una nueva librea roja y gris aplicada entre julio de 1990 y julio de 1991, que fue reemplazada por los colores del Rail Express Systems, aplicados entre diciembre de 1991 y febrero de 1995.

## Ex operadores
A mediados de la década de 1990, British Rail se privatizó y la flota de Clase 86 se dividió entre varios operadores: 

### Anglia Railways / 'one'

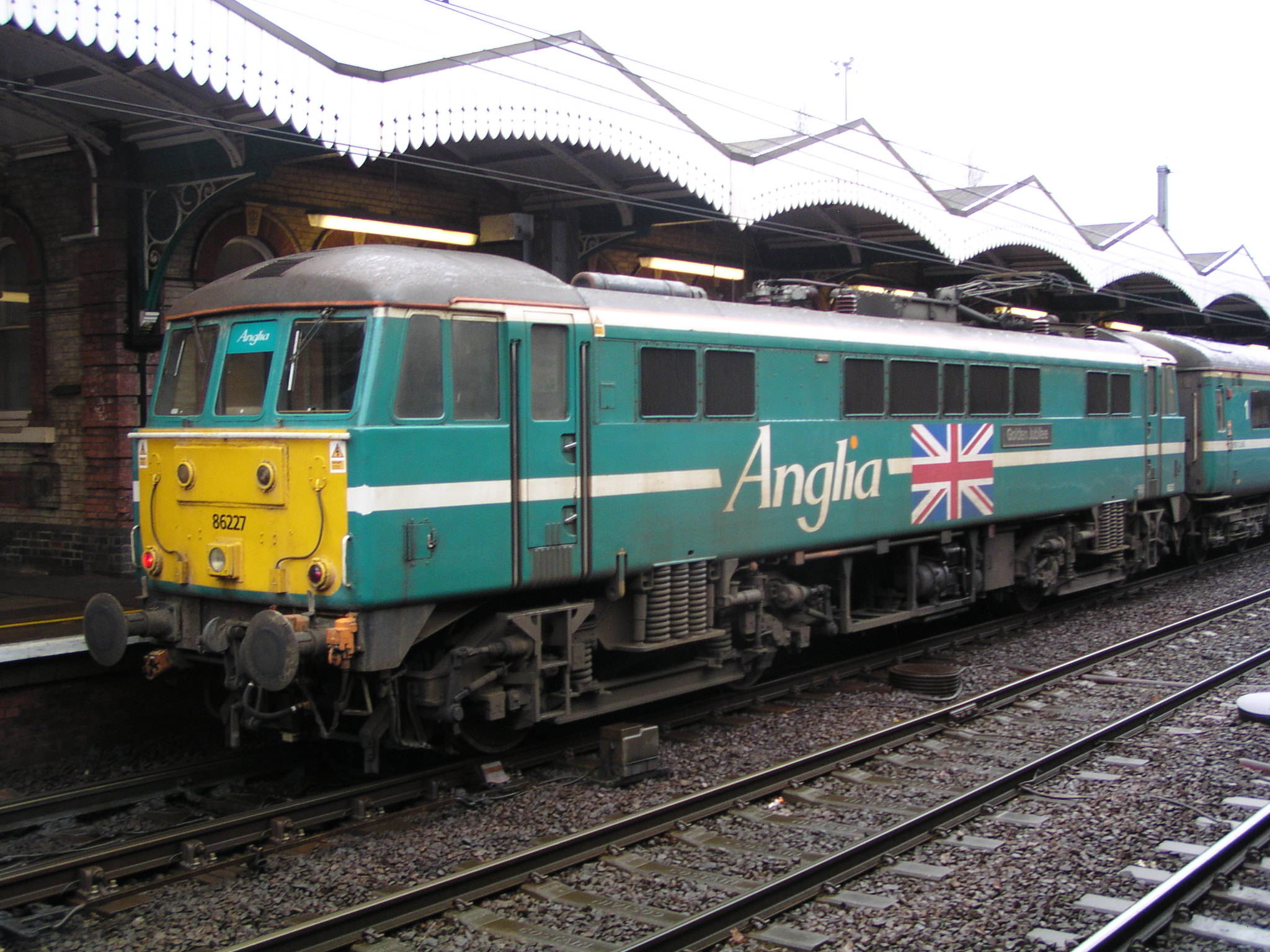
Clase 86/2, no. 86227 Golden Jubilee en Ipswich el 31 de enero de 2004. Esta locomotora fue repintada en una librea especial por Anglia Railways y lleva el nombre para celebrar el Jubileo de Oro de la Reina Isabel II en 2002.

Anglia Railways fue una de las tres franquicias de pasajeros que heredó la clase, recibiendo una flota de 15 locomotoras (núms. 86215/217/218/220/221/223/230, 86232/235/237/238/246/250/252/257), que se utilizaron para transportar exclusivamente servicios expresos desde Londres Liverpool Street a Norwich. Las locomotoras se utilizaron en modo push-pull con cohes de pasajeros Mk.2E / Mk.2F con el sistema DBSO, lo que eliminó la necesidad de que las locomotoras intercambiaran su posición de cabeza a cola en las estaciones terminales. 
En 1998, Anglia Railways introdujo una nueva librea de color turquesa, con una franja blanca central. La primera locomotora en ser pintada con esta librea fue la no. 86223 Norwich Union, seguida rápidamente por la no. 86218 NHS 50. En los años siguientes, se pintó toda la flota aprovechando las operaciones de mantenimiento en los Talleres de Springburn, Glasgow. 

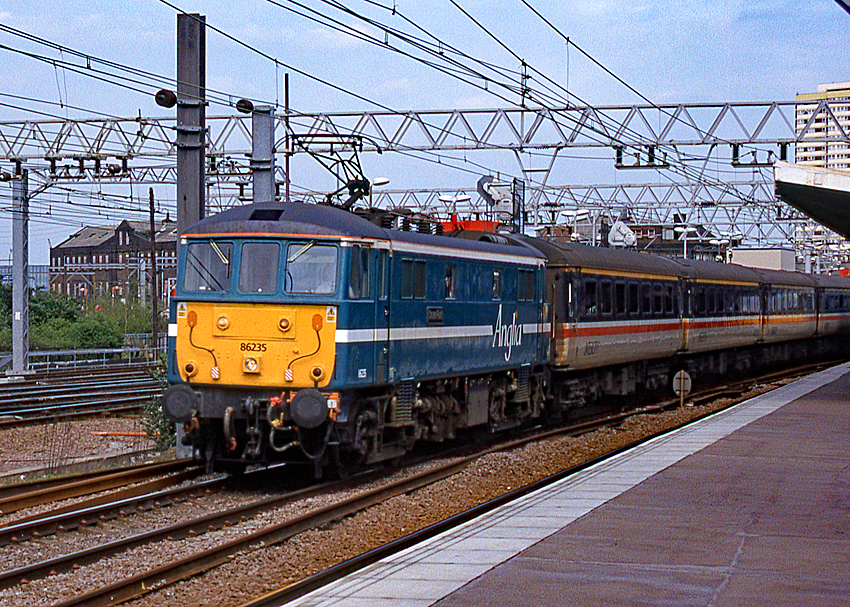
86235 Crown Point pasando Stratford on Thames con un expreso

### Colas Rail
La 86701 se unió a la flota de Colas Rail y también fue pintada con la librea de Colas Rail Amarilla y Naranja en octubre de 2012. Sin embargo, esta situación se mantuvo poco tiempo, ya que se retiró del uso en la línea principal en enero de 2013. Todavía conserva la librea de Colas, pero pertenece a la compañía Electric Traction Limited. En 2015, trabajaba en el Ilford Yard Depot. 

### English, Welsh & Scottish

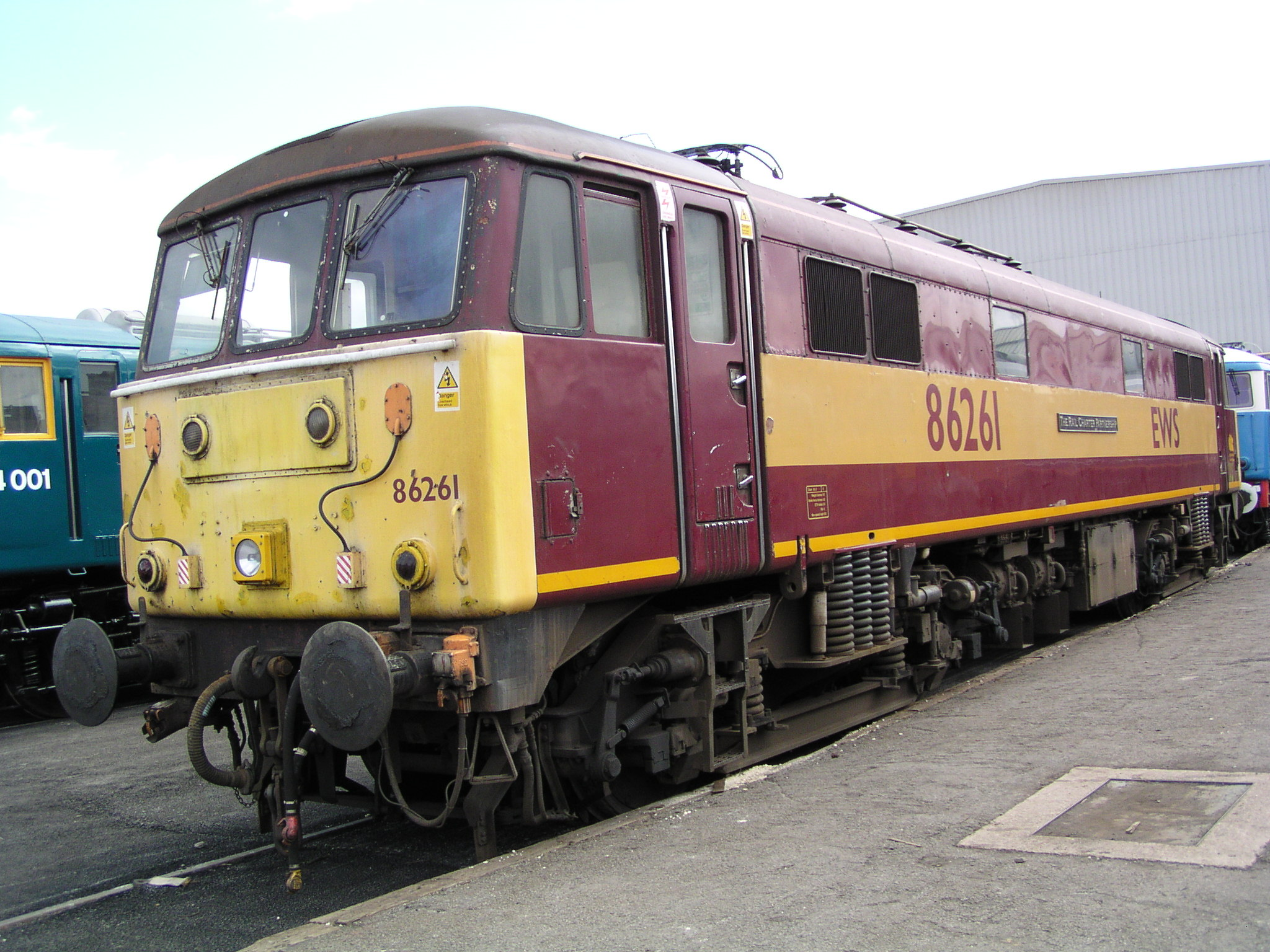
Clase 86/2, no. 86261 The Rail Charter Partnership con la librea del EWS, durante la jornada de puertas abiertas organizada en los Talleres de Doncaster (27 de julio de 2003)

English, Welsh & Scottish heredaron una pequeña flota de 15 locomotoras (números 86208/210/239/241/243/254/261, 86401/416/417/419/424-426/430) cuando compraron el negocio de Rail Express Systems. Las locomotoras se emplearon en trenes de correo desde London King's Cross a Newcastle y desde Birmingham a Glasgow. Una de las locomotoras (no. 86239) resultó destruida en un accidente en Stafford en 1996.

### FM Rail
FM Rail (anteriormente Fragonset Railways) alquiló brevemente varias locomotoras a HSBC Rail. Estas locomotoras fueron utilizadas previamente por Anglia Railways (86 217/223/250), Virgin Cross-Country (86 231/251) y Virgin West Coast (229/233). Una locomotora, ex-Virgin 86 212, fue transportada a las Cocheras de East Ham en Londres para ser utilizada para el servicio de transporte del nuevo tren Blue Pullman. Sin embargo, no operaba servicios en las líneas principales. 

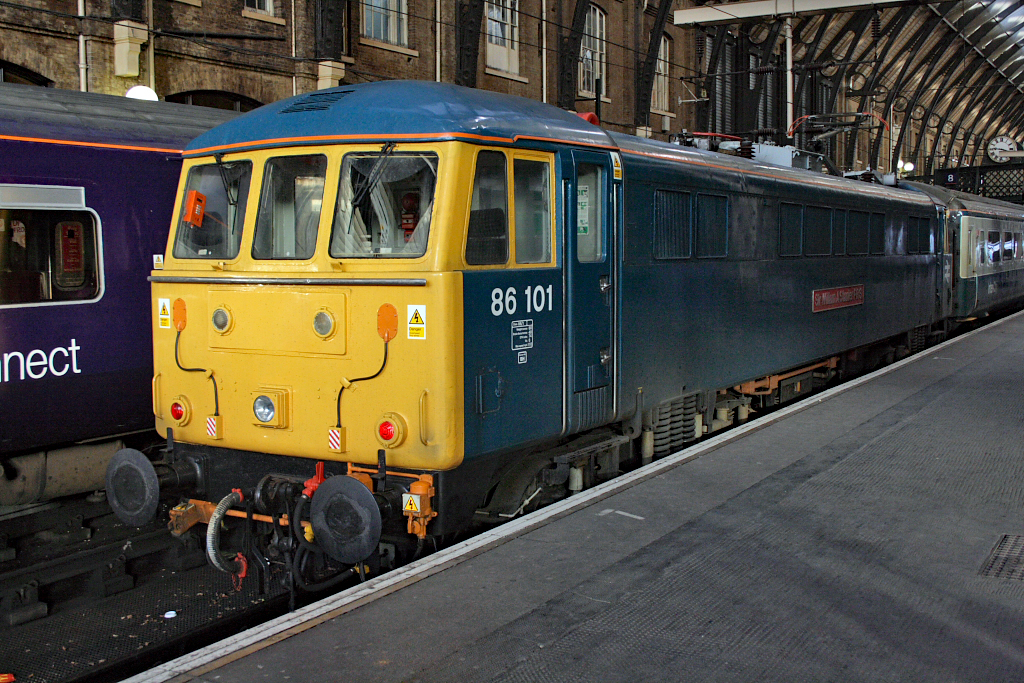
86101 en la Estación de London King's Cross preparándose para partir con un servicio a Doncaster

### Hull Trains
El operador de pasajeros de acceso abierto Hull Trains obtuvo el uso de la 86101 (una de las locomotoras Clase 86 conservadas) entre enero y abril de 2008 para proporcionar cobertura a corto plazo para su DMU Clase 222 Pioneer gravemente dañada. La locomotora, junto con una serie de coches Mark 3, fue presentada a los servicios públicos entre Londres y Doncaster el 11 de enero de 2008, tras varios meses de pruebas y capacitación. Funcionó hasta el 20 de abril de 2008, cuando se pusieron en servicio las DMU Clase 180 Adelante. 

### Virgin Trains
El grupo Virgin Trains estaba formado por dos franquicias; CrossCountry e InterCity West Coast. 

#### CrossCountry
La franquicia CrossCountry heredó una flota de 19 locomotoras (núms. 86206/207/214/222/224/225/226/231/234/236/240/242/244/86248/249/251/253/256 y 258). Se emplearon en varios servicios, como Birmingham New Street a Mánchester Piccadilly, Liverpool, Edimburgo o Glasgow Central. Otros servicios continuaron hacia el sur hasta Birmingham International, mientras que otros se originaron en Preston. En Birmingham New Street y Preston en particular, era común que la locomotora de Clase 86 se retirara y se reemplazara por una locomotora diésel de Clase 47, antes de que el servicio continuara hacia el sur a destinos como Bristol, Penzance, Reading, Brighton, Poole y Weymouth.

#### West Coast

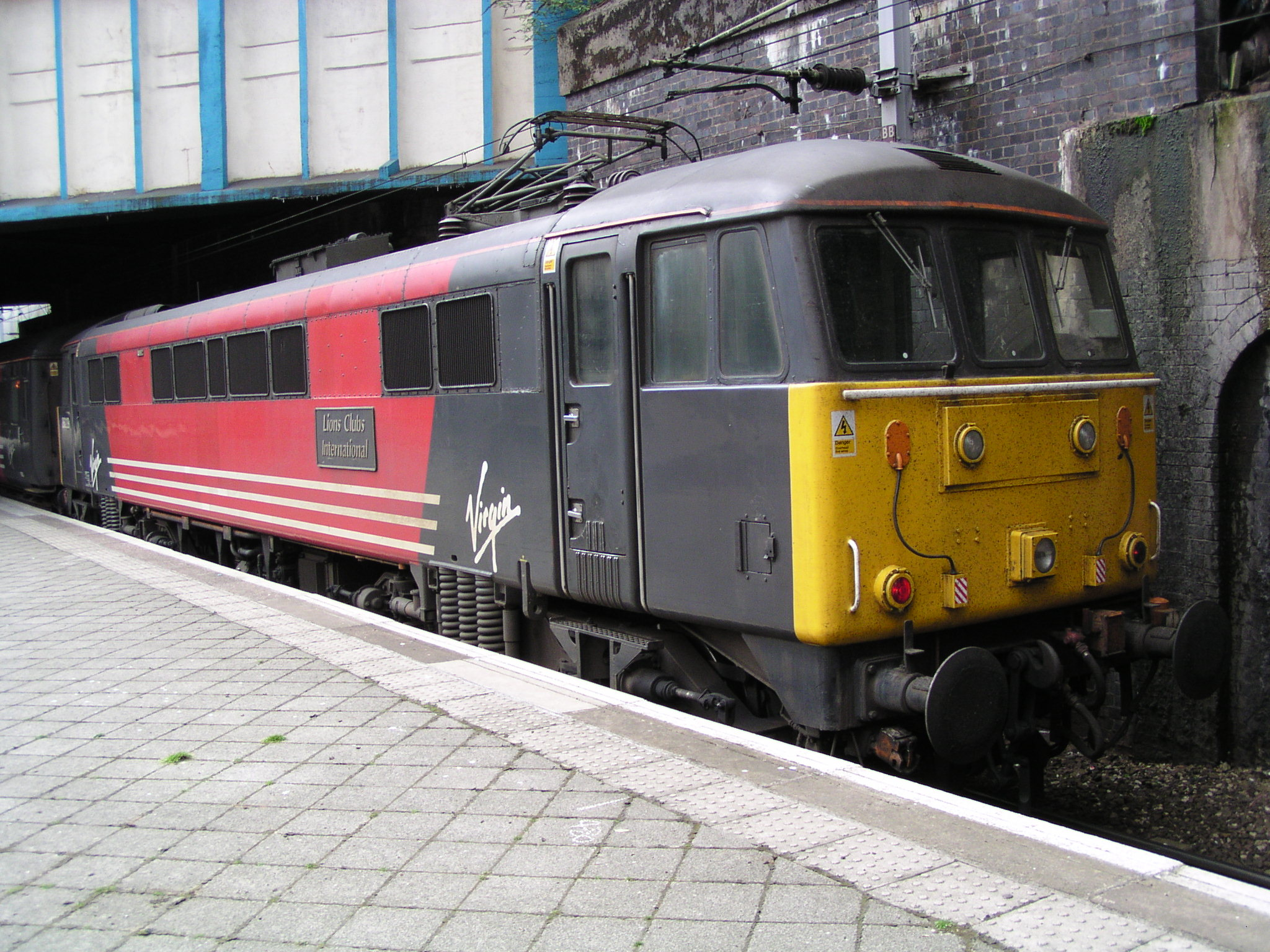
Clase 86/2 86229 Lions Clubs International en Birmingham New Street.

La franquicia de InterCity West Coast heredó una pequeña flota de trece locomotoras (nos. 86101/102, 86205/209/212/213/228/229/233/245/247/259 y 260), que se emplearon en la West Coast Main Line remolcando trenes expresos desde Londres Euston a Birmingham, Wolverhampton, Mánchester, Liverpool Lime Street, Carlisle y Glasgow Central. En 2001, la flota se había reducido a nueve locomotoras, con la 86209 transferida a Anglia Railways, y tres más (nos. 86101/102/213) retiradas del tráfico.

### Network Rail
En 2004, Network Rail adquirió tres locomotoras (núms. 86210/253/424), de las cuales las dos primeras se convirtieron en locomotoras de prueba de banco de carga móvil, y la tercera se utilizó para repuestos. Las dos locomotoras operacionales se reclasificaron como Clase 86/9 y se volvieron a numerar como 86901/902.Cambiaron su base en Rugby, para ser trasladadas y almacenadas en Derby, y llevaban la librea amarilla de Network Rail. Su uso principal es probar el suministro de líneas aéreas de líneas electrificadas simulando varias cargas. Ambas locomotoras son capaces de funcionar bajo su propia potencia para fines de posicionamiento, pero no pueden transportar cargas significativas. Por lo tanto, cuando se usen para probar el suministro de la catenaria, deben ser remolcadas por una locomotora diésel. A partir del 8 de enero de 2014, fueron retiradas de Derby y llevadas a Long Marston. La 86901 se depositó en Crewe Basford Hall, todavía con su librea de Network Rail. 

## Operadores posteriores

### Freightliner

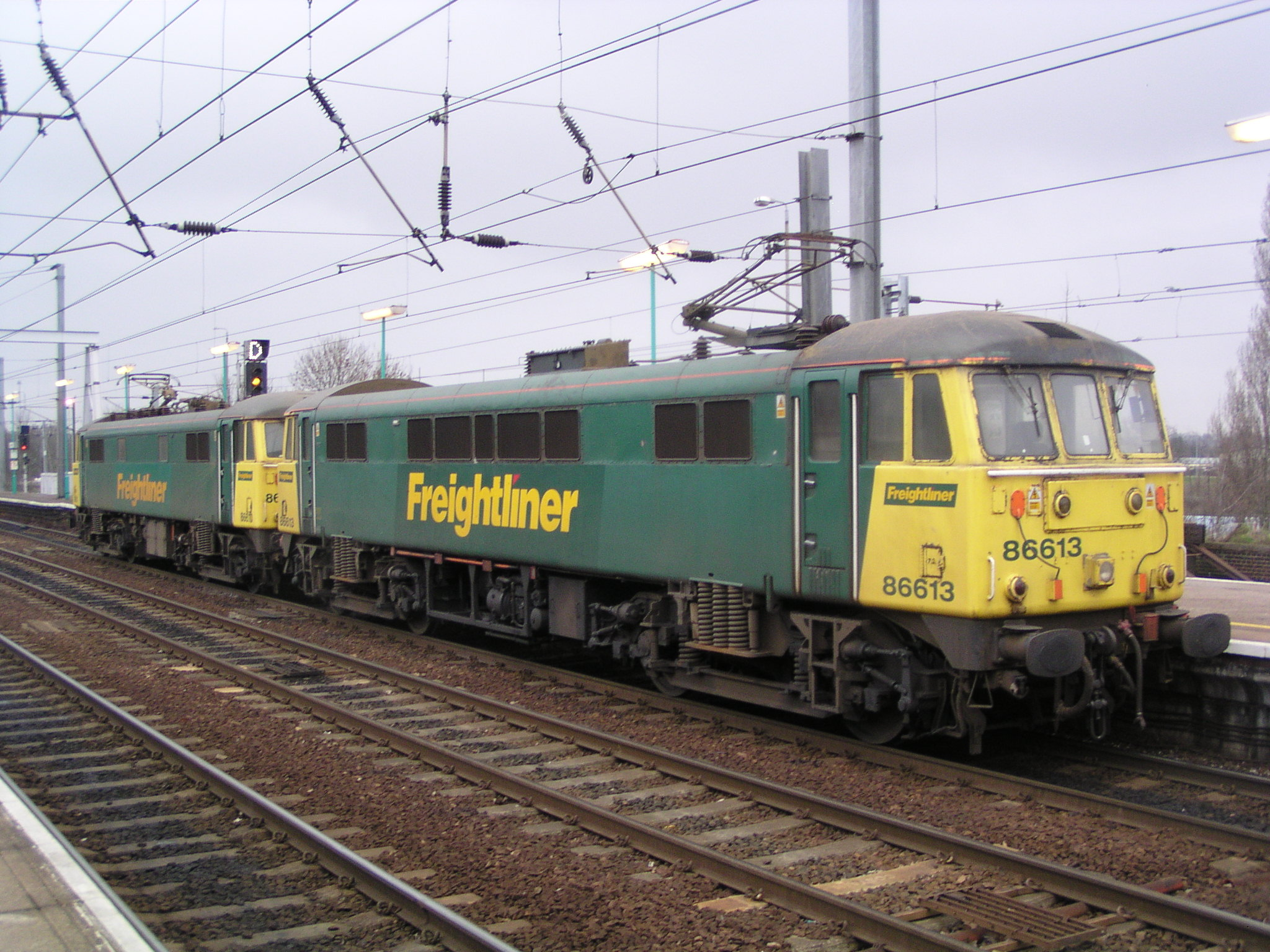
86613 y 86610 en Ipswich

Freightliner heredó una gran flota de 30 locomotoras dedicadas a la carga Clase 86/6, la mayoría de las cuales habían sido operadas anteriormente por Railfreight Distribution, aunque algunas provenían de Rail Express Systems. Por lo tanto, la flota consistía en locomotoras con muchas libreas obsoletas diferentes, por lo que a partir de 1995, la compañía comenzó a aplicar su librea recién introducida, basada en el diseño gris de dos tonos anterior de Trainload, con la adición del logotipo del triángulo rojo de Freightliner. 

### Vintage Trains

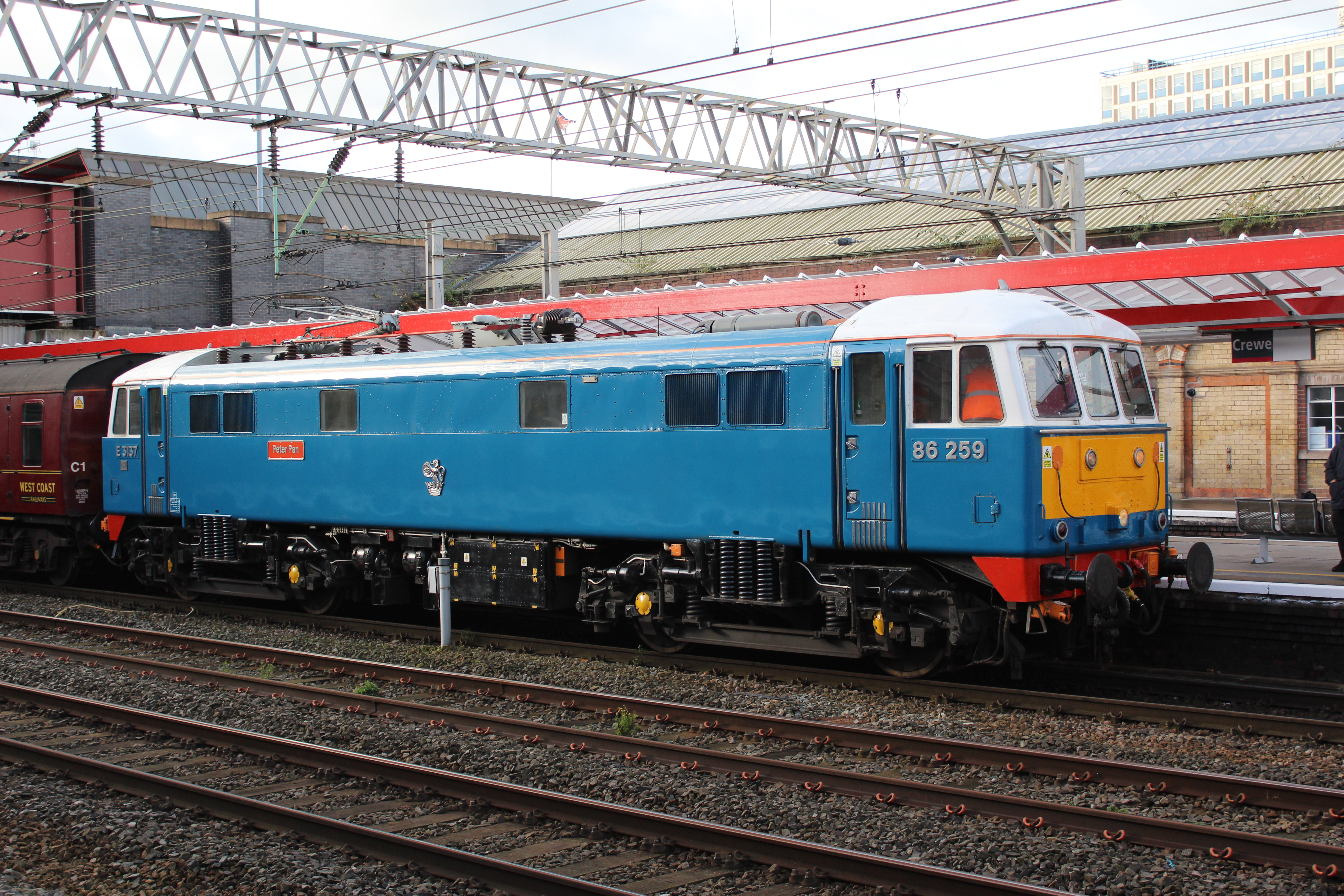
86259 Peter Pan en Crewe, 2017

En 2008, la 86259 de propiedad y preservación privada fue devuelta al servicio en la línea principal, remolcando ocasionalmente servicios especiales fletados por Vintage Trains desde su base en Tyseley, y desde 2011 con base en Willesden. En agosto de 2011 había cubierto 5.7 millones de millas en servicio. La 86259 dejó de estar disponible para remolcar trenes de época y para su uso en los trenes especiales operados por West Coast Railways. 

### Exportación a Bulgaria
La 86233 fue enviada a Bulgaria en octubre de 2012 para su uso por el operador de carga de acceso abierto Bulmarket como donante de repuestos para las máquinas 87009, 87017, 87023 y 87025. En marzo de 2016, las máquinas 86213, 86231, 86234, 86235, 86701 y 86702 también se exportaron para su uso con el operador de acceso abierto Bulmarket. 

### Exportación a Hungría

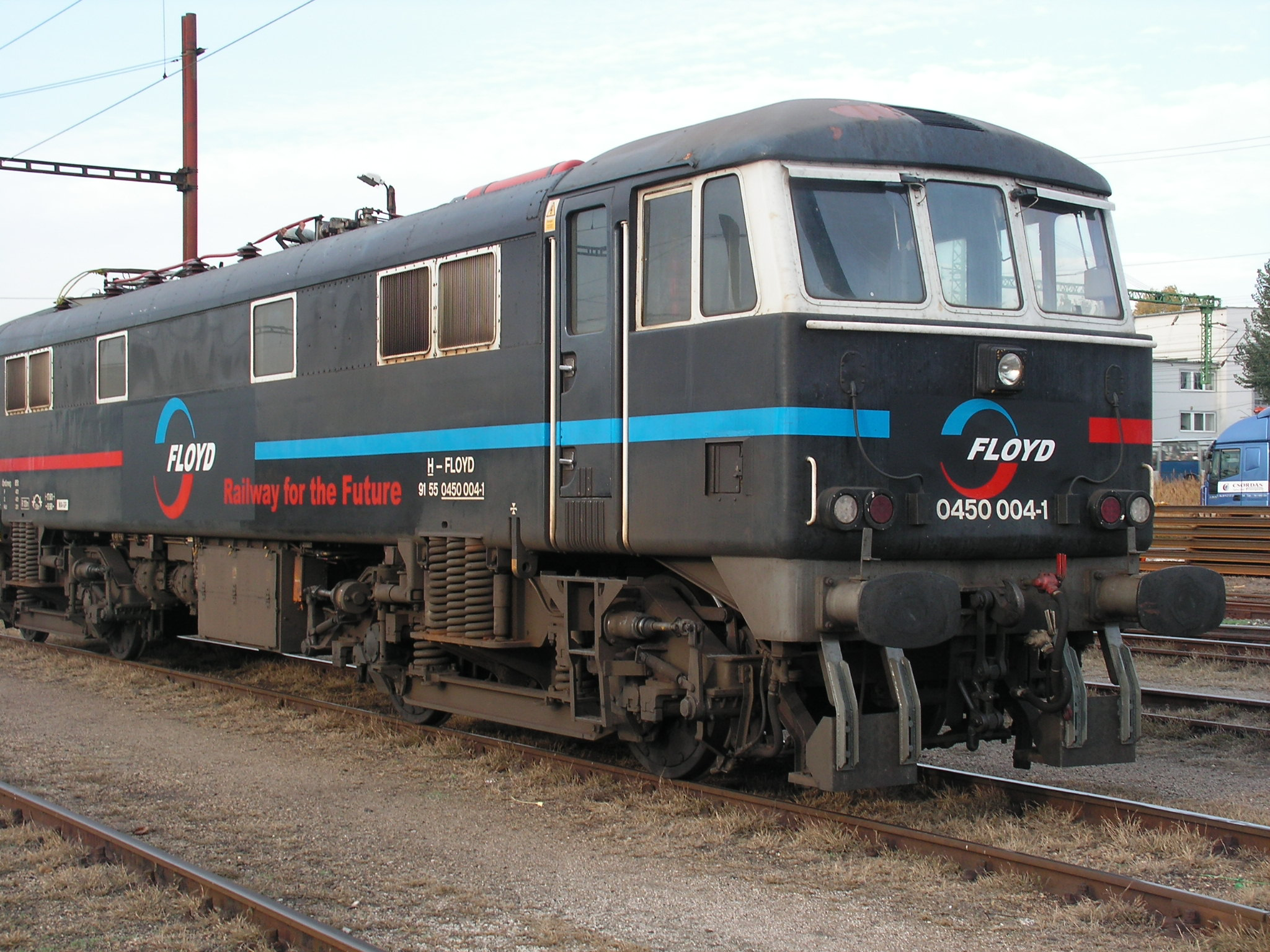
Clase 86 propiedad del húngaro Floyd ZRt. en Kecskemét, Hungría

En 2008, Europhoenix completó un acuerdo para comprar la flota restante Clase 86/2 de HSBC Rail Leasing, con un número de 23 locomotoras, con la intención de revisar algunas de ellas para su uso en Europa y el Reino Unido. Las máquinas 86248 y 86250 se vendieron al operador de carga privado de acceso abierto húngaro Floyd Zrt, y se entregaron en febrero y mayo de 2009, convirtiéndose en Clase 450 Húngara. En julio de 2013, Floyd Zrt poseía 9 máquinas de la Clase 86: 86215, 86217, 86218, 86228, 86232, 86242, 86248, y 86250. La 86424 fue enviada a Hungría en agosto de 2013 como donante de repuestos. 

### Serco/GB Railfreight
El 31 de marzo de 2015, el nuevo contrato de Caledonian Sleeper comenzó desde la adquisición de DB Schenker. La máquina 86101 fue repintada en febrero de 2015 con la nueva librea azul de la Caledonian. A partir del 31 de marzo de 2015, la 86101 se transfirió como máquina de maniobras de vagones de literas en London Euston junto con la 87002. Después de una larga renovación, la 86401 se unió a la flota de Caledonian Sleeper el 8 de agosto de 2015. 

## Preservación

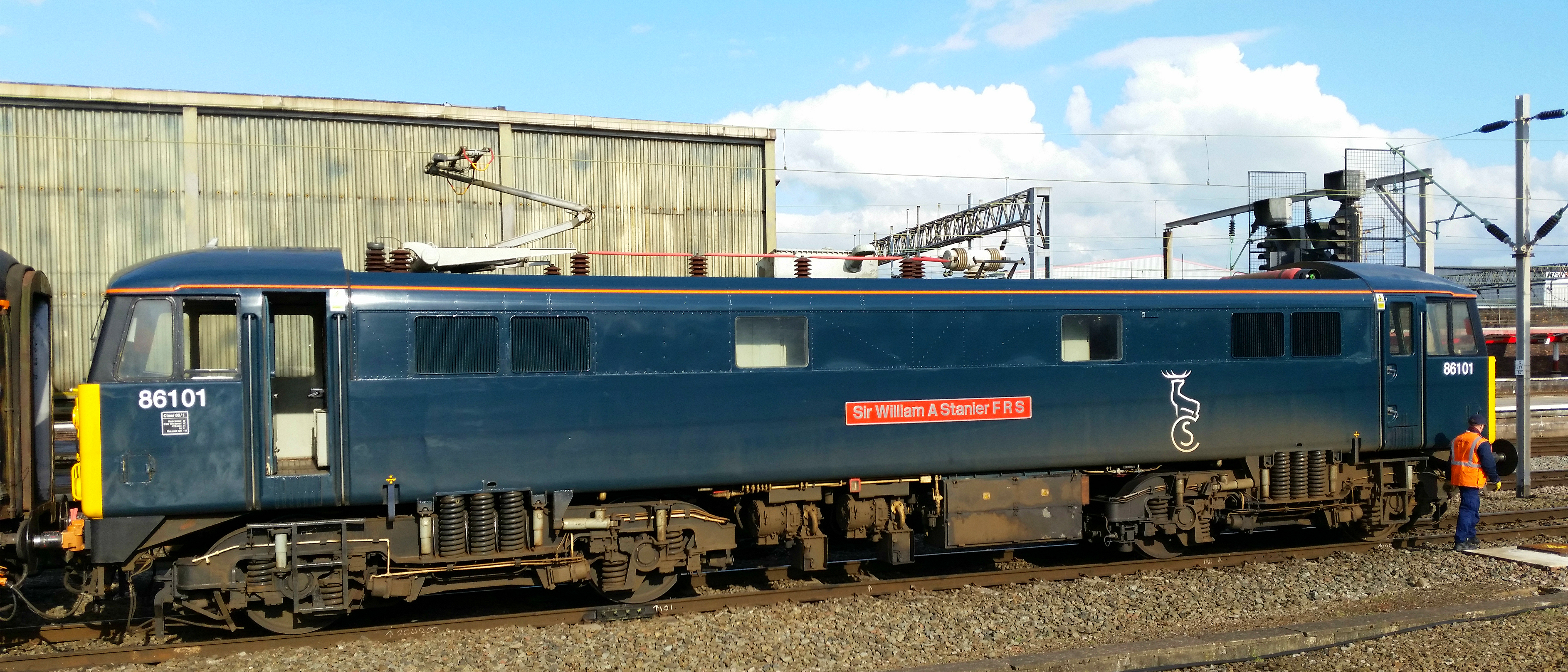
86101 Sir William A Stanier FRS en Crewe

Actualmente se han conservado tres locomotoras: 
- La primera locomotora en ser preservada fue la no. 86401 'Hertfordshire Rail Tours'. Esta locomotora fue operada por EWS hasta 2002, cuando se convirtió en una de las últimas tres máquinas EWS que se retiraron del tráfico. Antes de esto, fue la única locomotora de su clase que se pintó con la librea de la Red Sureste, y se llamó 'Northampton Town'. De esta forma se utilizó en los trenes de pasajeros Londres-Cambridge y Londres-Northampton. En 2004, la no. 86401 fue preservada por el AC Locomotive Group, que también posee máquinas de las clases 81-85 (con sede en el Depósito de Locomotoras de Barrow Hill). La 86401 se desplegó inicialmente en la flota de reserva de locomotoras del servicio de derivación/depósito operacional en Willesden TMD. En febrero de 2015, se trasladó de Willesden TMD a las Cocheras de Leicester, donde se sometió a trabajos de renovación, incluyendo la instalación de GSM-R y OTMR, el reacondicionamiento del sistema de multiplexión por división de tiempo y una atención diversa a los componentes y a la carrocería. El 12 de mayo de 2015, salió de Leicester con destino a Brush Traction, donde fue repintada en color "Caledonian Blue" y recientemente rebautizada como "Mons Meg".
- La 86101 fue preservada por el AC Locomotive Group en agosto de 2005. Inicialmente se almacenó en MoD Ashchurch, pero se restableció a las condiciones de trabajo en Barrow Hill. El 15 de marzo de 2007 emprendió su primera prueba, e hizo un regreso a la línea principal cuando transportó un tren en el recorrido Carlisle-Crewe, y arrastró el "The Ynys Mon Express" a Holyhead el 24 de marzo de 2007. En diciembre de 2014, después de algunos años de almacenamiento, realizó su primera línea principal desde y hacia Willesden TMD. En 2015, la 86101 fue seleccionada como una de las locomotoras para apoyar los nuevos servicios del Caledonian Sleeper. En febrero de 2015, fue llevado a Brush Traction, donde fue pintado en azul caledonian. En marzo de 2015, estaba componiendo los trenes de literas de Caledonian Sleeper en la Estación de Euston junto a la 87002.
- La 86259 se ha conservado, inicialmente en Tyseley Locomotive Works, y desde finales de 2017, en la estación de Rugby. Es propiedad de Les Ross, en cuyo honor se nombró la locomotora. Se mantiene en condiciones operativas completas con su esquema de color azul eléctrico inicial.

| Números (actual en negrita) | Números (actual en negrita) | Números (actual en negrita) | Nombre                                       | Librea             | Ubicación         | Estado                                 | Notas                                          |
| --------------------------- | --------------------------- | --------------------------- | -------------------------------------------- | ------------------ | ----------------- | -------------------------------------- | ---------------------------------------------- |
| E3137                       | 86045                       | 86259                       | Les Ross por un lado y Peter Pan por el otro | 1960 Electric Blue | Estación de Rugby | Operativo (línea principal registrada) | E3137 en un extremo y 86259 en el otro extremo |
| E3191                       | 86201                       | 86101                       | Sir William A Stanier FRS                    | Azul caledonian    | Willesden TMD     | Operativo (línea principal registrada) |                                                |
| E3199                       | 86001                       | 86401                       | Mons Meg                                     | Azul caledonian    | Willesden TMD     | Operativo (línea principal registrada) |                                                |

## Accidentes
Con los años, varias locomotoras de la Clase 86 han estado involucradas en accidentes. El más grave de estos fue el accidente ferroviario de Watford Junction, acontecido el 23 de enero de 1975 (entre Bushey y Watford Junction), cuando la locomotora no. 86209 colisionó de frente con la Clase 83 no. 83003. La Clase 86 resultó seriamente dañada tras caer por un terraplén y pararse en un campo de cultivo (actualmente, el Colne Valley Retail Park). Finalmente, fue recuperada varias semanas después por carretera. Sorprendentemente, dada la gravedad del incidente, se autorizó su reparación y regresó al servicio. También en 1975, las locomotoras nos. 86006 y 86242 estuvieron involucradas en el accidente ferroviario de Nuneaton. Ambas fueron reparadas. Otro accidente grave fue el accidente ferroviario de Colwich en 1986, cuando las máquinas nos. 86211 y 86429 estuvieron involucradas en una colisión frontal. Ambas locomotoras fueron canceladas y posteriormente desmanteladas. 
En 1996, un tren de la Oficina de Correos Itinerante transportado por la máquina no. 86239 colisionó con la parte trasera de un tren de carga en Stafford, inutilizando la locomotora y matando a dos de los empleados de Royal Mail a bordo del tren, John Thomson y Tommy Poynts. 
En el accidente ferroviario del Puente Norton en 2003, el tren intermodal transportado por las máquinas nos. 86631 y 86611, chocó con la parte trasera de otro tren de carga estacionado. La fuerza del impacto partió la primera locomotora por la mitad, aunque el conductor no murió. Ambas locomotoras fueron dadas de baja debido al alto coste de su reparación. 

## Lecturas relacionadas
- Derrick, Kevin (2014). Looking back at AC Electric Locomotives. Strathwood. ISBN 9781905276516. OCLC 931820979.
- Marsden, Colin J. (2007). The AC Electrics. OPC. ISBN 9780860936145. OCLC 148304137.
- McManus, Michael. Ultimate Allocations, British Railways Locomotives 1948–1968. Wirral. Michael McManus.
- Morrison, Brian (1988). The Power of the AC Electrics. OPC. ISBN 9780860932468. OCLC 59814839.
- Morrison, Gavin (2013). AC Electric Locomotives in Colour. Ian Allan. ISBN 9780711035058. OCLC 812686430.
- Shaw, Chris (1991). Rail Portfolios 13: The AC Electrics. Ian Allan. ISBN 9780711019386. OCLC 59968422.